# La Maison du Mystère (revue)
Pour les articles homonymes, voir La Maison du Mystère.
La Maison du Mystère est une revue de petit format en noir et blanc publiée dans la collection « Comics Pocket » des éditions Arédit/Artima d'abord d’octobre 1975 à avril 1983 (21 numéros).
Il s'agit essentiellement de l'adaptation française du comic DC homonyme House of Mystery. On y trouvait aussi d'autres séries DC, telles que Ghosts, House of Secrets,  Unexpected, Secrets of Sinister House, Tales of the Unexpected, My Greatest Adventure.